# Tudományos és Mérnöki díj
A Tudományos és Mérnöki díj (Scientific & Engineering Award) az Oscar-díj tudományos és technikai kategóriájának „II. osztályú” díja. Az elismerést olyan mérnöki, tudományos vagy technológiai teljesítményekért ítélik oda, amelyek jelentős hatást gyakoroltak a filmipar fejlődésére. A díj elnyerésének nem feltétele, hogy a díjazott fejlesztés a díjazás évében szülessen meg vagy kerüljön bevezetésre, így a Tudományos és Mérnöki díj korábbi, akár már régebb óta használatban lévő fejlesztésekért is odaítélhető.

## A díj
A Tudományos és Mérnöki díjat nem a közismert Oscar-szoborral jutalmazzák. A díj maga egy 24 karátos arannyal bevont emléktábla, melynek egyik felén a díj neve olvasható, másik felén pedig egy, az Oscar-szobor mintájára készült kisplasztika található. A díj egy közel téglatest alakú alapzaton áll, melyre a díjazott teljesítmény leírását és a díjazott nevét gravírozzák.

## Díjazottak

### 2013/2014
A 86. díjátadó tudományos és mérnöki elismerései:

| Díjazott(ak) neve                                                      | A díjazott teljesítmény, fejlesztés                                                                          | Rövid leírás és indoklás |
| ---------------------------------------------------------------------- | --- | --- |
| - Ofer Alon                                                            | A ZBrush szoftver tervezéséért és megvalósításáért                                                           | A ZBrush úttörője fejlesztést jelentett a digitális szobrászat és a 3D/2.5D modellezés terén, amely a filmipari művészek számára gyorsabb és részletesebb munkát tesz lehetővé |
| - Eric Veach                                                           | Alapvető jelentőségű kutatásaiért a képszintézissel és a hatékony Monte Carlo útvonalkövetéssel kapcsolatban | A fizikai alapú renderelés pontosabb anyag- és fényszimulációival átalakította a számítógépes grafikai világítás világát, ami nagyobb szabadságot tett lehetővé a digitális művészeknek. Veach 1997-es Ph.D. dolgozatában és a kapcsolódó publikációiban ért el új eredményeket a Monte Carlo útvonalkövetés témakörében. |
| - Andre Gauthier - Benoit Sevigny - Yves Boudreault - Robert Lanciault | A FiLMBOX szoftver tervezéséért és megvalósításáért                                                          | A FiLMBOX (amely a MotionBuilder szoftver alapjául szolgált) valós idejű feldolgozást és irányítást tesz lehetővé az animáció terén. Ez az innovatív program számos új fejlődési irányt és technikát indukált a filmgyártásban.                                                                                           |
| - Emmanuel Prévinaire - Jan Sperling - Etienne Brandt - Tony Postiau   | A Flying-Cam SARAH 3.0 rendszer kifejlesztéséért                                                             | A Flying-Cam SARAH egy akkumulátorról működő, rádió-távirányítású, miniatűr helikopter kamerarendszer. A példátlan kifinomultságú eszköz olyan felvételek elkészítését tette lehetővé, ami előtte életnagyságú helikopterek, kábelrendszerek vagy más hagyományos eszköz segítségével lehetetlen lett volna.              |

### 2014/2015
A 87. díjátadó tudományos és mérnöki elismerései:

| Díjazott(ak) neve                                                             | A díjazott teljesítmény, fejlesztés                                                                      | Rövid leírás és indoklás |
| ----------------------------------------------------------------------------- | --- | --- |
| - lain Neil - André de Winter                                                 | A Leica Summilux-C sorozatú objektívek optikai és mechanikai tervezéséért                                | A sorozat újszerű, telecentrikus, többelemű aszférikus optikákat foglal magában. Ezek a kamera objektívek példátlan optikai és mechanikai teljesítményt hoztak magukkal.                                           |
| - Brad Walker - D. Scott Dewald - Bill Werner - Greg Pettitt - Frank Poradish | Közreműködésükért a Texas Instruments DLP Cinema vetítési technológiájának tervezésében és finomításában | A filmiparral együttműködve a Texas Instruments létrehozott egy magas felbontású, kiváló minőségű digitális vetítési rendszert, amely felváltotta a filmszalag-alapú vetítést a legtöbb filmszínházi környezetben. |
| - Ichiro Tsutsui - Masahiro Take - Mitsuyasu Tamura - Mitsuru Asano           | A Sony BVM-E szériájú professzionális OLED monitorok fejlesztéséért                                      | Ezek precíz, széleskörűen skálázható monitorok lehetővé teszik a kreatív képi döntések meghozatalát a forgatáson, azáltal, hogy a segítségükkel beállított képet pontosan lehet reprodukálni az utómunkák során.   |
| - John Frederick - Bob Myers - Karl Rasche - Tom Lianza                       | A HP DreamColor LP2480zx Professional kijelző kifejlesztéséért                                           | Ez a költséghatékony kijelző stabil és széles színskálát kínál, mely tulajdonságok lehetővé tették ezen eszköz nagymértékű elterjedését az animációs- és vizuális effekt stúdiók körében.                          |